# 高橋尚子
高橋 尚子（たかはし なおこ、1972年（昭和47年）5月6日 - ）は、日本の元陸上競技選手（女子マラソン）、スポーツキャスター。岐阜県岐阜市出身。2000年シドニーオリンピック金メダリスト。女子マラソンの元世界記録保持者。女子スポーツ界で初の国民栄誉賞を受賞。愛称は「Qちゃん」。日本陸上競技連盟常務理事。

## 来歴

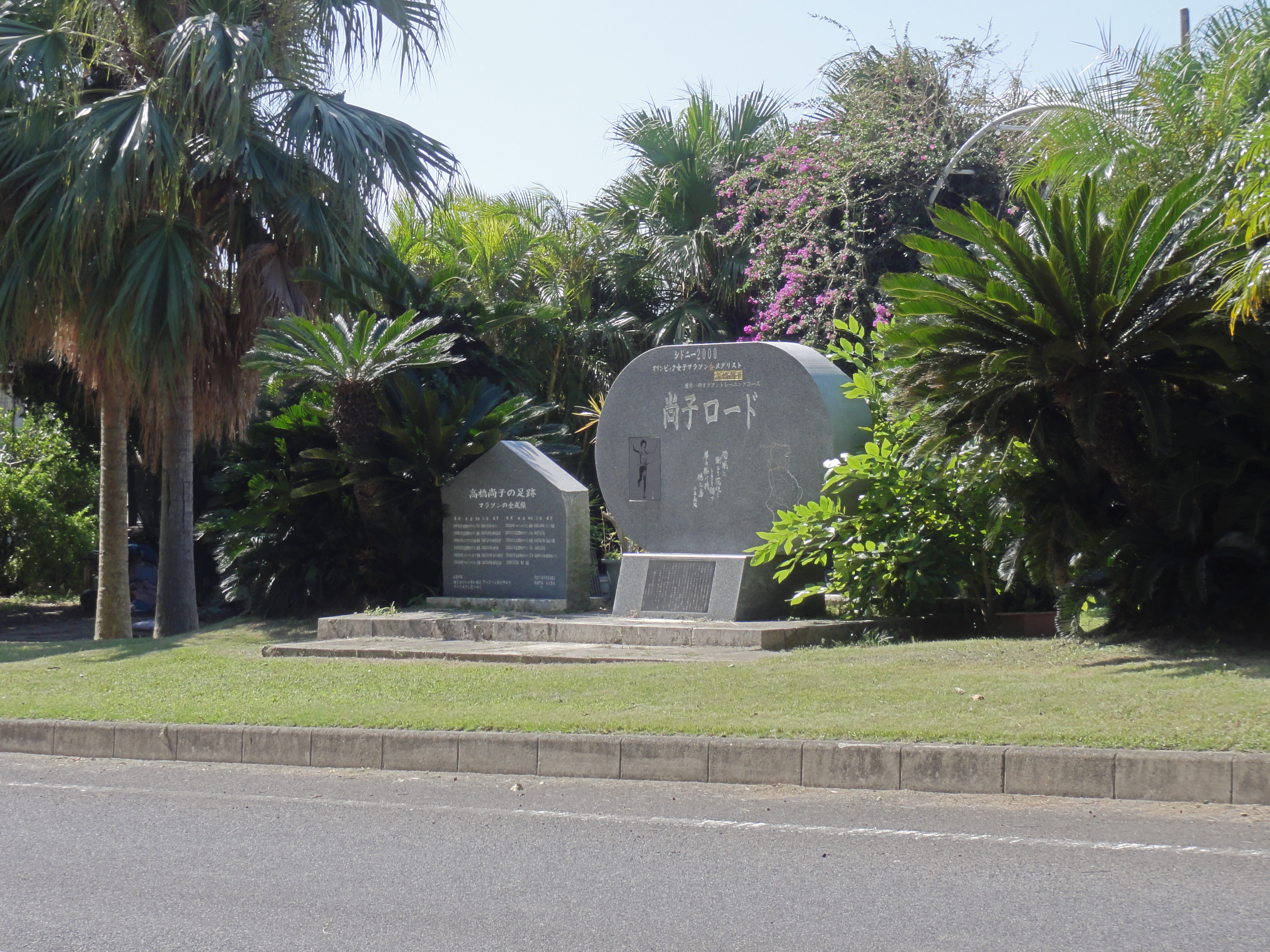
鹿児島県徳之島にある1周31kmのコース「尚子ロード」に建つ石碑。

### 学生時代まで
1972年（昭和47年）5月6日、岐阜県岐阜市に教育者・高橋良明と滋子の長女として生まれる。父・良明は幼稚園長などを務めた。ノーベル化学賞受賞者・白川英樹は遠い親戚にあたる。2歳まで、母の実家のある高山市で過ごした後、岐阜市に戻る。中学から陸上競技を始め、岐阜市立藍川東中学校・岐阜県立岐阜商業高等学校・大阪学院大学商学部を卒業。
県立岐阜商業高校時代は800mの選手で県大会で岐阜県1位であったが、全国インターハイでは予選で敗退となった。高校2年生の時に初めて岐阜県代表に選ばれて全国都道府県対抗女子駅伝に出場した。その時の区間順位は47人中45位であった。
大阪学院大学時代は日本学生種目別選手権の1500mで優勝して全国で初タイトル獲得。関西インカレでは中距離2種目で優勝して女子最優秀選手に選出された年もあるなど、800m、1500m、3000mの3種目で何度も優勝した。学生日本一を決める大会の日本インカレでは、1993年、1500mで2位、3000mで3位。1994年も1500mで2位、3000mで3位と両種目とも2年連続で同じ順位となり表彰台には上がった。しかし、この4年間で高校時代の全国インターハイに出場できるレベルの選手から、学生トップクラスの選手になるまでに成長していた。また、高橋は大阪学院大学陸上競技部で初めて日本インカレの表彰台に上がった選手である。全日本大学女子駅伝、全国都道府県対抗女子駅伝などでも活躍した。
在学中、教師になるために母校、県立岐阜商業高校で教育実習を受けていたが、陸上を継続したい気持ちも強くあった。実業団数社からの勧誘もあり、大学卒業後の自分の進路について、悩むことになる。陸上を続けるなら、勧誘されていた企業ではなかったが、小出義雄監督率いるリクルートの門を何故叩かないのかと高校時代の恩師、県立岐阜商業監督、中澤正仁から助言を受ける。大阪学院大学の監督の計らいで、富山インターハイの折に、金沢市内に泊まっていた小出監督と面接した。社の方針で大卒は採用していないと、一度は断られたが、高橋の熱意が届き、夏のリクルート北海道合宿に参加できることになった。その合宿で高橋の走りを見た小出は一目で素質を見抜き、正社員ではなく契約社員という条件ではあるものの、リクルートに入社することになった。

### リクルート時代
1995年リクルートに入社。有森裕子、鈴木博美、志水見千子、五十嵐美紀など日本代表クラスの選手をずらりと揃えていたリクルートチームで駅伝メンバー入りすることが最初の目標であったが、入社1年目から駅伝メンバー入りすることができた。
1997年1月26日の大阪国際女子マラソンを初マラソンの舞台とする。この時、小出は各種メディアに「有森二世」とイチオシの選手として紹介していた。しかし中間点を過ぎた後、先頭争いから脱落してペースダウンとなり、初マラソンは2時間31分32秒の記録で7位に終わる。
1997年4月、小出がリクルートを離れ積水化学へと移籍する。これにともないチームメンバーとともに積水化学へと移籍することになった。

### 積水化学時代
1997年8月の世界陸上選手権アテネ大会の女子5000mの代表に選出され出場。予選レースを通過するも、決勝レースの順位は13位だった。また、この世界陸上選手権アテネ大会で、高橋が練習パートナーを務めていた先輩の鈴木博美が女子マラソンで優勝した。
これを沿道で応援していた高橋は鈴木の優勝を喜び感激する。この大会を契機として本格的にマラソンランナーへの道を歩んでいくことになる。
1998年3月8日の名古屋国際女子マラソンでは、30km地点まではスローペースの先頭集団に目立たない位置でついていた。その後30kmを過ぎてから、小出の「ここからいけ!」の合図に猛烈なスパートを開始。30〜40kmを32分27秒、残り2.195kmを7分10秒で走り、当時の日本最高記録となる2時間25分48秒でマラソン初優勝を果たした。
1998年5月のIAAFグランプリ大阪大会の女子5000mで優勝。IAAF国際グランプリシリーズでの優勝は日本女子選手では初めてのことであった。
1998年12月6日のバンコクアジア大会女子マラソンは、最高気温30度を超す高温多湿のレースとなった。スタート直後から一人、飛び出した高橋は、5kmラップを16分台のスプリットで刻むハイペースで突っ走り、中間点を1時間9分15秒 で通過。30kmまでは世界記録を更新するペースで進んでいた。30km以降は17分台のスプリットに落ちたものの、独走状態で2位とは13分以上の差をつけ、ゴール時気温32度、湿度90%の最悪な条件のなか、2時間21分47秒のアジア最高記録（当時）で優勝。自身の持つ日本最高記録を4分以上も更新して世界最高記録（当時）まで1分というところまで縮めた。また、女子マラソンはアジア大会で初めての開催種目だったので、その後の日本選手の士気を高めて金メダルを量産する原動力となった（当大会で男子100mの日本記録を更新した伊東浩司はそのように取材で述べていた）。そして、高橋は一躍2000年シドニーオリンピック女子マラソンの金メダル最有力候補として、世界から注目を集めることとなる。
1999年8月29日のセビリア世界陸上の女子マラソン代表に選ばれていたが、レース直前に左膝を痛めたため欠場。その後も10月に左腕を骨折したり、翌2月には食あたりによる腹痛を起こして入院するなどアクシデントが続いた。
2000年3月12日、五輪最終選考会となった名古屋国際女子マラソンに出場。体調は万全では無かった。前半1時間12分40秒とやや遅いペースで中間点を通過すると、まもなくして22.5km過ぎで先頭集団から自ら抜け出して一気にペースアップ、後半1時間9分39秒 で駆け抜け、2時間22分19秒の大会新記録で2年ぶり2度目の優勝。これにより、シドニー五輪代表の座を獲得している。
2000年7月2日、シドニー五輪女子マラソンへ向けて調整の一環として札幌国際ハーフマラソンに出場、女子の部において1時間9分10秒で優勝した（同ハーフマラソンでは、のちに2004年8月のアテネオリンピック女子マラソン金メダリスト・2005年9月のベルリンマラソンで日本女子新記録達成の野口みずきも出走、1時間10分36秒の3位に入っている）。

### 五輪優勝・世界記録達成

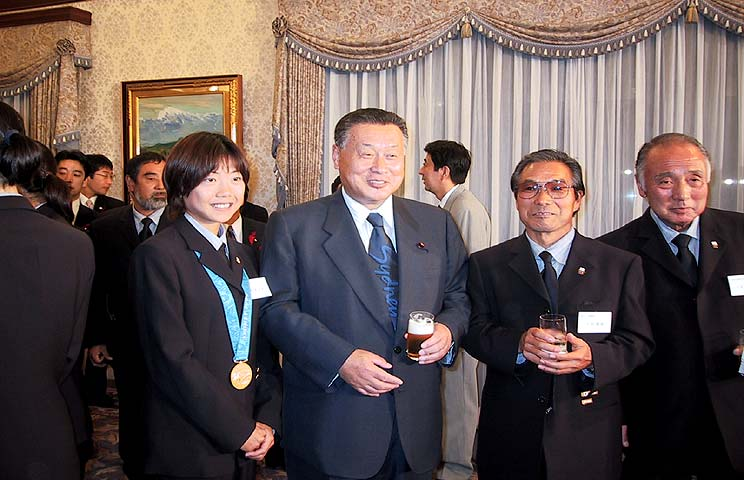
2000年、（左から）高橋、森喜朗、小出義雄、八木祐四郎と

2000年9月24日のシドニー五輪女子マラソンでは、18km付近で先頭集団を抜け出しスパート、一気に集団がばらける。その後26km辺りからリディア・シモン（ルーマニア）と激しくデッドヒートを演じるが、34km過ぎでかけていたサングラスを沿道の父親に投げ飛ばしたと同時に、スパートをかけてシモンを突き放した。スタジアムのトラックでシモンに追い上げを受けるも、そのまま逃げ切り優勝のゴールテープを切り、金メダルを獲得。高橋の18kmから常にレースを引っ張る走りは、ゴール後の笑顔とともに、世界のマラソンファンに強い印象を与えた。五輪での金メダル獲得は、日本陸上界64年ぶり（戦後初）であるとともに、日本女子陸上界においては史上初であった。またゴールタイムの2時間23分14秒は、ジョーン・ベノイトがロサンゼルス五輪でマークしたタイムを16年ぶりに更新する五輪最高記録(当時)である。これらの功績により同年10月30日に国民栄誉賞を授与された。
2001年9月30日のベルリンマラソンでは、女子初の2時間20分突破となる2時間19分46秒の世界最高記録（当時）で優勝。前世界記録保持者はテグラ・ロルーペ（ケニア）の2時間20分43秒で、1分近くの更新であった。高橋の世界記録樹立での優勝は、女子初のサブ20達成での歴史的事象であるとともに、日本女子マラソンが初めて世界記録を更新した瞬間でもあった。高橋は女子マラソン世界記録を更新した、ただ一人の日本人選手である。また、女子マラソン世界記録保持者が五輪金メダルを獲得した選手としてはアメリカのジョーン・ベノイトのみいるが、五輪金メダリストとして女子マラソンの世界記録を更新した選手は高橋のみである。
2002年9月29日のベルリンマラソンにも出場。このレースは通常より1ヵ月間短いマラソン練習で臨み、レース途中に足の肉刺を潰すアクシデントもあったが、2時間21分49秒の記録で2年連続優勝を果たし、フルマラソン6連勝を達成した。この試みはベルリン出走からわずか1か月半後の2002年11月17日の東京国際女子マラソンへの出場も睨んでいたためであった。しかし、東京のレース数日前に胸の激痛が引かないため診断した結果、肋骨の疲労骨折を起こしていることが判明し欠場。このため、連覇を狙う五輪代表最短切符になる2003年パリ世界陸上は断念することになった。
2002年12月に小出が積水化学を退社。今までと同じ小出指導体制を継続するには諸々の事情で退社するしかなく、2003年2月に積水化学を退社することになった。

### スカイネットアジア航空（佐倉アスリート倶楽部）時代
2003年6月、スカイネットアジア航空と2005年5月までの2年間の所属契約を結んだ。佐倉アスリート倶楽部で引き続き小出の指導を受ける。
2003年11月16日の東京国際女子マラソンで、翌2004年8月のアテネオリンピック・女子マラソン日本代表選出を目指して出走。この時期の平均気温より約10度高い、季節はずれの気温24〜25度の高温と風速3〜6mの風の舞う中、スタート直後から高橋自らが飛び出しハイペースでレースを展開、中間点を過ぎてからスパート、独走状態となり完全に勝負はついたと思われたが、30km手前からスタミナ切れを起こしたのか急激に失速する。39km地点でエルフェネッシュ・アレム（エチオピア）に抜かれて、日本人トップの座は死守したもののゴールタイムは2時間27分21秒で2位。6年10ヶ月ぶりに敗れ、マラソンの連勝記録も6でストップとなった。
その後、代表選考は選考基準が不明瞭であるため難航することになる。代表は2004年3月15日、午後3時に正式発表。テレビでは午後2時に高橋落選を速報テロップで流し、ある新聞の夕刊の一面では「Qちゃん五輪代表へ」と結果的に誤報を伝えたほど混迷していた。選考はコース・気象条件なども異なる東京・大阪・名古屋の3レースの上位選手から2名を選ばなければならず（3名枠のうち、前年8月の世界陸上選手権で2位になった野口みずきは内定済）、結局高橋は優勝できなかったこと、ゴールタイムやレース内容も悪かったことなどの理由で落選（日本陸連が選出した他選手は土佐礼子・坂本直子。補欠は千葉真子）。五輪連覇の夢は潰えた。しかし、高橋はシドニー五輪以降も世界記録を樹立するなど、毎年高いレベルの記録で優勝している実績があり、この結果は賛否両論で大きな騒動となった。NHKや民放各局は高橋と小出監督の会見を生放送で伝え、翌日の一般紙・スポーツ紙の各新聞社は高橋落選を一面トップで伝えた。
2004年5月に秋のマラソンで自己記録更新を目指しアメリカ・ボルダーに合宿のため渡米したが、6月の練習中に転倒して胸を強打する。その後も度重なる怪我により秋のマラソン出場は断念。さらに同年10月には練習中に足首を捻り右足首を骨折した。
2005年5月9日、小出監督指導体制から独立することを発表。高橋と小出が二人揃っての記者会見を行なった。高橋はこのとき33歳であった。

### ファイテン（チームQ）〜現役引退
2005年6月、ファイテンと2009年5月までの4年間の所属契約を結んだ。なお同社陸上部とは別に「チームQ」として活動。
2005年11月20日、東京国際女子マラソンに出場。アメリカ・ボルダーから帰国後、ポイント練習で右足に痛みがはしり一時全く走れない状態になったため、順天堂大学で診断した結果、軽い肉離れが3か所あることが判明し全治1か月の診断が下された。医師やチームのメンバーは欠場を検討したが、高橋は何が何でも出場すると主張し、医師とチームのメンバーは痛みが悪化したらすぐ棄権するのを条件に出場を決断した。当日はテーピングをしての出走となり、終盤35km過ぎまでは様子をみながら自重していたが、35.7km過ぎにスパート、2年前まさかの失速で優勝をさらわれたエルフェネッシュ・アレムなどを置き去りにして独走となり2時間24分39秒でゴール。2年ぶりのマラソン復帰レースを優勝で飾った。
2006年11月19日、2年連続で東京国際女子マラソンに出場。31km付近で優勝した土佐礼子から遅れ、39km地点では尾崎朱美にもかわされ3位でのゴールとなり、翌2007年8月開催の世界陸上大阪大会女子マラソン日本代表選出は絶望的に。
2008年3月9日の名古屋国際女子マラソンへ、2008年北京オリンピック女子マラソン代表選出を目指して出場。しかしレース序盤の9Km手前で、早々スローペースの先頭集団から脱落してしまい結局27位、ゴールタイムも2時間44分台の自己ワーストの記録となり、北京五輪代表の座を逃した。尚、名古屋のゴール後記者会見では「やっちゃいました。でもこれが私の実力です」と苦笑しながらも、前2007年の8月1日にアメリカのボルダーで、右膝関節の半月板を半分切除する内視鏡手術を受けた事を明かしていた。
2008年3月24日に東京、大阪、名古屋の国内3大国際女子マラソンに連続で出場する意向を表明して、同年5月にアメリカ・ボルダーに合宿のため渡米。小さな大会ながらも優勝をかさねていて合宿は順調との報道もされていた。しかし、練習を積み重ねていく中で、それまでと違い大きな大会で優勝を狙う練習メニューがこなせなくなり、プロ高橋の走りができなくなったことなどを大きな理由として、2008年10月28日夕方の記者会見で現役からの引退を表明。各テレビ局は引退会見を生放送で伝えた。1時間近くにわたる引退会見での高橋は終始笑顔を見せていたが、会見の終了直後に報道陣から大きな拍手が送られると、目に涙を浮かべていた。
2009年3月8日の名古屋国際女子マラソンに、これまで応援してくれたファンや関係者に感謝する意味を込めて「ありがとうラン」として一般参加で出場。沿道の観客に笑顔を浮かべ手を振りながら走り続け、2時間52分23秒のタイムで完走した。ゴール後、かつてのライバルだったリディア・シモンが近づいてきて抱擁しあい、日本の現役選手からは花束を贈られ、長年の功績へのねぎらいを受けた。また大会組織委員会からは特別功労者表彰され感謝状が贈られた。

### 引退後の活動
日本陸上競技連盟常務理事、スポーツキャスター、マラソン解説者。中日新聞社客員。大阪学院大学特任教授。JICAオフィシャルサポーター。観光庁ランナーズインフォメーション研究所所長。
各地で陸上教室の開催やジョガーとしてマラソン大会に参加、web上でもランニングスクールの講師を務めている。また、2010年春から北海道伊達市（旧・大滝村）で、のぐち北湯沢ファーム内にある「Qちゃんファーム」で野菜作りにも取り組んでいる。
また、「子どもたちに笑顔のシューズを贈ろう」を合言葉に、子どもたちのサイズに合わなくなった中古のシューズを集めて、裸足や裸足に近い状態での生活を余儀なくされている途上国の子どもたちに寄贈して、寄贈した日本の子どもたちには「ひまわりの種」が途上国の子どもたちから贈られるというプロジェクト、「スマイル・アフリカ・プロジェクト」の趣旨に賛同してフロントランナーとして参加している。
2019年3月1日、スターツコーポレーションとスポンサー契約締結と共に、同社陸上競技部アドバイザー就任を発表。2022年6月、同社の社外取締役に就任。
2023年6月23日、スズキの社外取締役に就任。

### 恩師・小出義雄監督が病逝
2019年4月24日、リクルート・積水所属時代に監督として指導を受け続けた恩師・小出義雄が、肺炎により80歳で逝去。
翌日の4月25日、小出監督の弔問に訪れた高橋は「今までの御礼と一緒に歩んできた思い出をお話をさせて頂きました。弱かった私を育てて下さり、オリンピックで金メダルを獲れたのも、世界記録を出させて頂いたのも小出監督のおかげ。1つ1つを振り返りながら、監督とお話をさせてもらいました」と終始憔悴しきった表情で泣きながらコメント。亡くなる1か月前の2019年3月下旬に小出が入院後、高橋自ら小出宛へ何通も手紙を送っていたが、その頃高橋が米国滞在中に小出から直接電話が入り、「俺はもう1日2日しか持たないよ」と言われたという。高橋は「聞いた当初は冗談だと思いつつ驚きました。『監督、一体何を言ってるんですか!?』と返したんです」と振り返り、そして小出は「『今迄一杯走ってきてくれてありがとう。夢を叶えさせてくれて有難うな』と言われました」と偲びつつ、それから高橋は日本へ緊急帰国後、数回小出の入院先へ見舞いに行ったことを明かしていた。
それから4日後の4月29日、小出の葬儀・告別式に高橋も参列し「監督が入院をされてから、最後に貴重なお時間をお見舞いに何度も行かせて戴いた事を、許して下さったご家族の皆さんに感謝の思いと、最後にこうやって自分で監督に手紙を読ませていただく機会を頂いた事に感謝を申し上げます。監督、今まで有り難う御座いました!」と涙を流しながら弔辞を読んでいた。

## エピソード

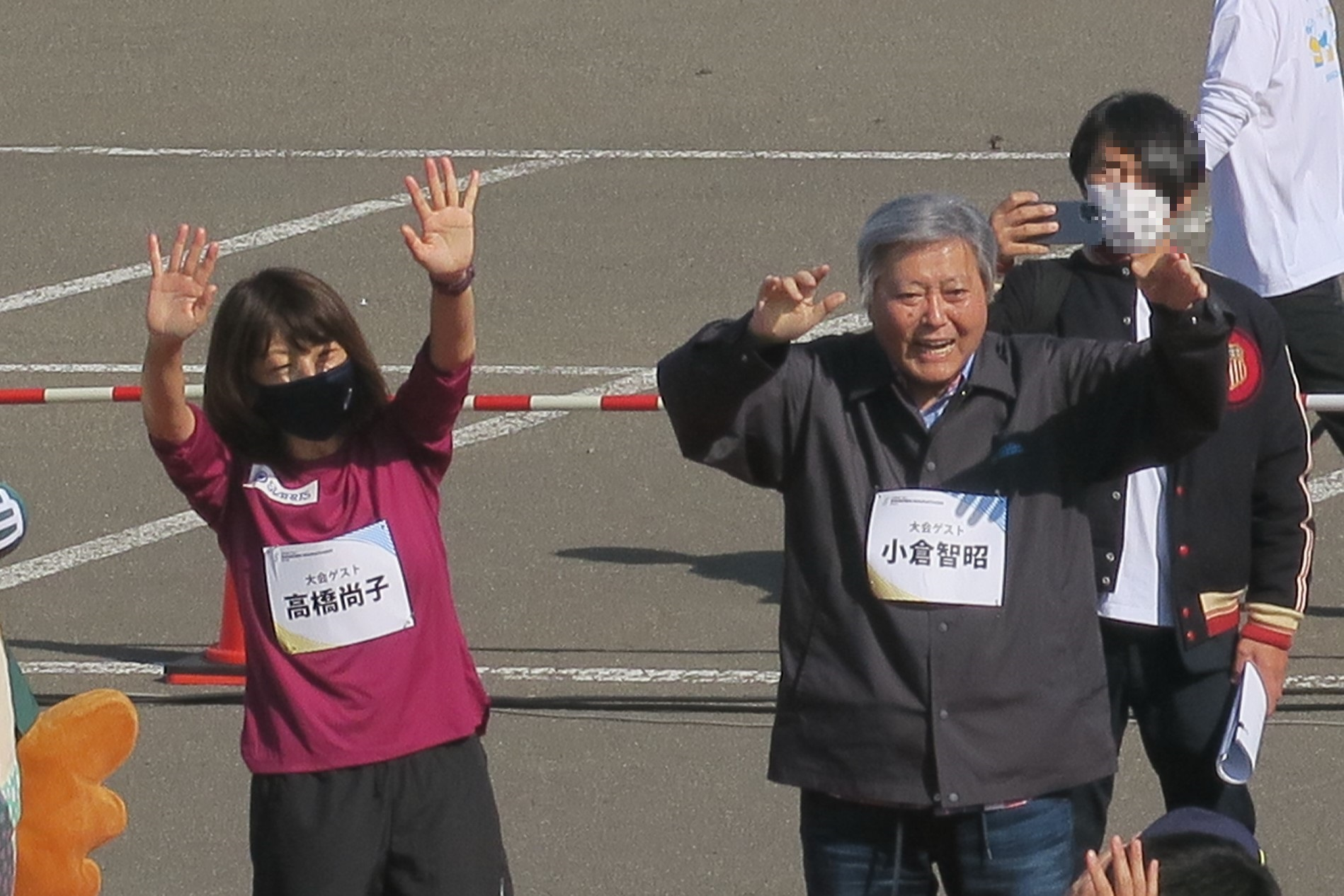
小倉智昭と（2022年10月、当別スウェーデンマラソンにて）

- 現役時代はピッチ走法のお手本と言える選手で、頭がほとんど上下にぶれず、リズミカルに足が出る走り方が特徴的であった。
- シドニーオリンピック前に、アメリカ・ボルダーで超高地3500m地点でのトレーニングを行なった。標高3500m地点でのトレーニングは危険ではないかと一部専門家などの指摘もあったが、高橋と監督の小出は自分たちの信念でトレーニングを敢行した。
- 2000年7月の札幌国際ハーフマラソンにシドニーオリンピックの調整レースとして出場。小出は調整段階での出場に難色を示していたが、高橋がどうしても出場したいと直訴したため、急遽アメリカ・ボルダーから帰国して参加。スタート直後の陸上競技場内であわや転倒しかけるも、すぐ側に居たランナーの両腕にしがみつき、難を免れる場面があった。当時のハーフマラソン世界記録保持者（1時間6分44秒）エレナ・マイヤーを破り優勝し、その後のシドニー五輪金メダル獲得へと繋げていく。また同ハーフマラソン3位で、のちに2004年アテネ五輪女子マラソン金メダリストとなる野口みずきとは、公式レースでは最初で最後の対決となった。
- 2001年2月、Qちゃんフィーバーは収まらずイベント・表彰などが続き練習不足のなか、また週刊誌などによるいわれのない中傷記事（太りすぎでもう走れないなど）も続くなか、青梅マラソンに出場。30kmレースの日本最高記録（当時）を更新して優勝した。
- 高橋は2001年秋のベルリンマラソンで世界記録を出したが、その次の週のシカゴマラソンにも出場することを決意していたという。しかし、2週連続フルマラソン出場という挑戦プランを聴いた日本陸連が、出場にストップをかけた。
- 2002年に出演したNHKの『トップランナー』で、自身のベストレースとして1998年バンコク・アジア大会のレースを挙げた。
- 2000年9月24日シドニーオリンピック女子マラソン中継は日本時間、早朝6時45分スタートで9時過ぎにはゴールとなったが、テレビ視聴率は平均視聴率40.6%、瞬間最高視聴率59.5%を記録した。この視聴率は女子マラソン史上最高視聴率となっている。また2001年9月30日ベルリンマラソン中継は日本時間、夕方4時スタートで6時20分にはゴールとなったが、テレビ視聴率は平均視聴率36.4%、瞬間最高視聴率53.5%を記録した。この視聴率はオリンピック中継以外では女子マラソン史上最高視聴率となっている。女子マラソン中継全体ではシドニーオリンピック、1996年アトランタオリンピックに次ぐ高視聴率となっている。（数字はいずれもビデオリサーチ調べ　関東地区）。
- 2000年プロ野球、巨人長嶋茂雄監督・ダイエー（当時）王貞治監督が激突したON対決の日本シリーズ第1戦の東京ドームで始球式を務めた。なお、この年巨人がセ・リーグ優勝を決定したのは、奇しくも高橋がシドニーオリンピック女子マラソンを走ったのと同じ9月24日であった。
- 出身高校である県立岐阜商業高校の同級生には元プロ野球選手の和田一浩（中日）がいる。ただ、高橋と和田は高校時代は互いに顔と名前は知っていたものの会話した事は一度もなかったという。同高では高橋と和田一浩、さらに同高の先輩に当たる高木守道の3人をまとめて“ビッグ3”と呼んでいる。2004年11月23日、地元の岐阜メモリアルセンターでこの3人のトークショーが行われた。
- 2008年6月21日エバンス山登山レースに出場。18年ぶりに大会記録を更新して優勝した。エバンス山登山レースとは標高3231mのエコー湖をスタートし、ゴールは標高4348mの山頂で高低差1117m。14.5マイル（約23.3キロ）のコースはひたすら上りというコースでアメリカで最も標高の高い場所で行われるレースである。
- 2015年3月11日、同年8月開催の世界陸上北京大会女子マラソンの選考において日本陸連は、男女を通じて唯一の優勝者だった、2014年11月の横浜国際女子マラソン覇者の田中智美を落選、2015年1月の大阪国際女子マラソンで田中より18秒の僅差で先着の2位（当初3位から繰り上げ）だった重友梨佐を選出。それに関して、日本陸連の理事を務める高橋は「私は一切承認していない。田中さんの方が有利だと訴えたが、他には誰も同意して貰えず、ただ『強い選手を選んだ』だけの一点張り。重友さんが結果を残せば良いが、今のままでは選手達が可哀想」と憤慨しつつ、「陸連理事の即退任も考える程だった」と語っている[20][21]。
- 2016年3月13日、名古屋ウィメンズマラソン（2016年リオデジャネイロオリンピック女子マラソン選考会）ではゲスト解説者として担当。2時間33分台の23位でやっと完走した野口みずきと対面し、高橋は涙声で「よく最後まで行ったね」と称えながら抱擁。その直後野口から「私高橋さんに言いたい事が有るんです。今迄選手の時は言えなかったんですけど、私ずっと高橋さんが憧れの存在でした。（アテネ）オリンピックで金メダル獲れたのも、（ベルリン）マラソンで日本記録出せたのも、全て高橋さんのお陰です…」と泣きながら打ち明けられたという。それから1か月後の同年4月15日、現役引退を発表した野口みずきに対して高橋は「引退お疲れ様でした。常に全力で走り続ける姿は、多くの人達に刺激や感動を与えてくれました。長い間マラソン界を率いてくれて有難う。みずきちゃんの今後の人生も金メダル同様輝く事を願っています」とエールを贈った[22]。また同年5月には、高橋の地元・岐阜市長良川沿いのホテルにて、引退後の野口と対談を行っている[23]。
- 武井壮（十種競技元日本チャンピオン・タレント）と同じ誕生日（5月6日生まれ）で、高橋の方が1学年歳上にあたる[24]。2017年5月6日の「ノーリミッツスペシャル2017上野」では高橋と武井らが共演し[25]、控え室で2ショットの記念写真を武井自身のX（旧twitter）へ掲載された[26]。

## マラソン全戦績
| 年月       | 大会                           | 順位 | 記録          | 備考                                              |
| ---------- | ------------------------------ | ---- | ------------- | ------------------------------------------------- |
| 1997年1月  | 大阪国際女子マラソン           | 7位  | 2時間31分32秒 | 初マラソン                                        |
| 1998年3月  | 名古屋国際女子マラソン         | 優勝 | 2時間25分48秒 | 日本最高記録（当時）                              |
| 1998年12月 | バンコク・アジア大会           | 優勝 | 2時間21分47秒 | アジア最高記録（世界歴代5位・当時）・大会最高記録 |
| 1999年8月  | 世界陸上競技選手権セビリア大会 | DNS  | 記録なし      | 脚部故障により欠場                                |
| 2000年3月  | 名古屋国際女子マラソン         | 優勝 | 2時間22分19秒 | 大会記録                                          |
| 2000年9月  | シドニーオリンピック           | 優勝 | 2時間23分14秒 | 金メダル獲得・五輪最高記録（当時）                |
| 2001年9月  | ベルリンマラソン               | 優勝 | 2時間19分46秒 | 世界最高記録（当時）                              |
| 2002年9月  | ベルリンマラソン               | 優勝 | 2時間21分49秒 | マラソン6連覇（欠場除く）                         |
| 2003年11月 | 東京国際女子マラソン           | 2位  | 2時間27分21秒 |                                                   |
| 2005年11月 | 東京国際女子マラソン           | 優勝 | 2時間24分39秒 |                                                   |
| 2006年11月 | 東京国際女子マラソン           | 3位  | 2時間31分22秒 |                                                   |
| 2008年3月  | 名古屋国際女子マラソン         | 27位 | 2時間44分18秒 | 公式上現役最後のレース                            |

## 高橋尚子のマラソン世界記録
- 2時間19分46秒：2001年9月30日 ベルリンマラソン

|            | 5km   | 10km  | 15km  | 20km    | ハーフ  | 25km    | 30km    | 35km    | 40km    | ゴール  |
| ---------- | ----- | ----- | ----- | ------- | ------- | ------- | ------- | ------- | ------- | ------- |
| タイム     | 16:46 | 33:11 | 49:32 | 1:06:12 | 1:09:49 | 1:22:29 | 1:39:05 | 1:55:30 | 2:12:11 | 2:19:46 |
| スプリット | 16:46 | 16:25 | 16:21 | 16:40   |         | 16:17   | 16:36   | 16:25   | 16:41   | 7:35    |

## 座右の銘
「何も咲かない寒い日は、下へ下へと根を伸ばせ。やがて大きな花が咲く。」

## 記念ロード・記念大会

### 記念ロード
- 「尚子ロード」 - 鹿児島県徳之島[注 7]
- 「高橋尚子ロード」 - 岐阜県岐阜市[注 8]

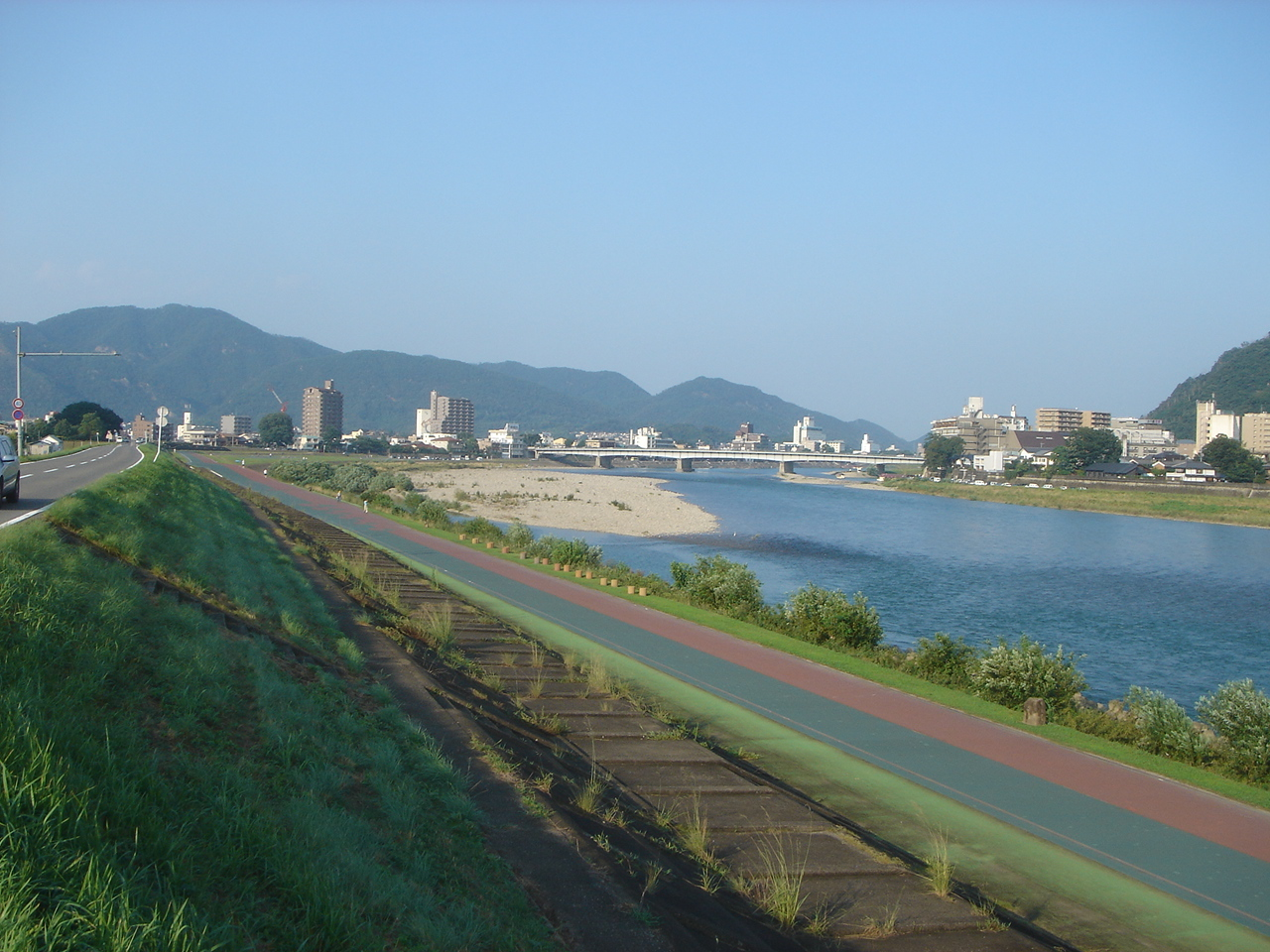
長良川の河川敷に整備された高橋尚子ロード。奥に見える橋が起点となる長良橋。

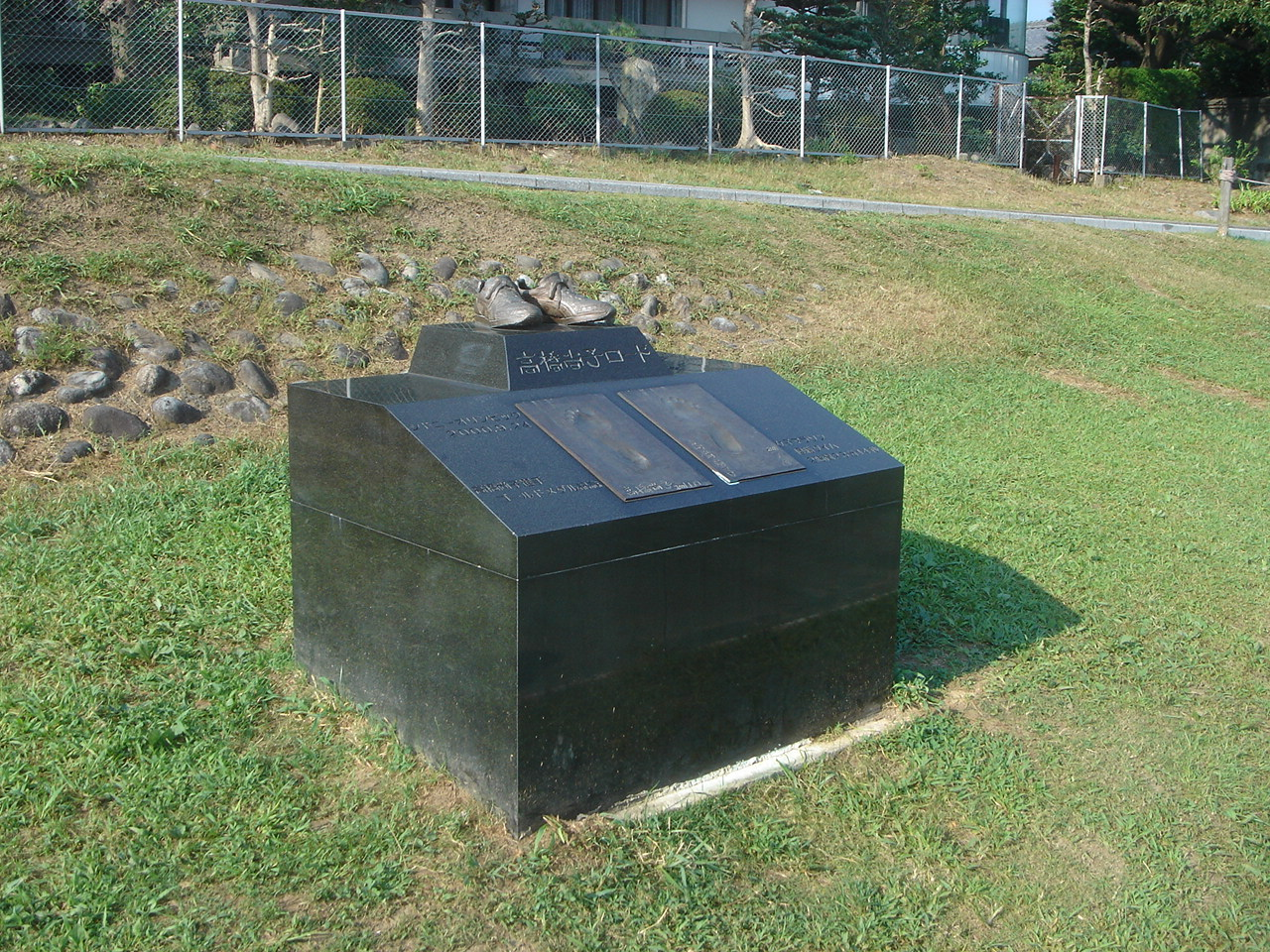
高橋尚子ロードにある靴と足型のモニュメント（岐阜市）

- 「飛騨御嶽尚子ボルダーロード」 - 岐阜県高山市[注 9]
- 「金メダルジョギングロード」 - 千葉県佐倉市[注 10]
- 「高橋尚子メモリアルロード」 - 岩手県花巻市[注 11]

### 記念大会
- 高橋尚子杯ぎふ清流ハーフマラソン（岐阜市）

## その他
- シドニー五輪女子マラソン優勝後のインタビューでは、満面の笑みを交えながら「すごく楽しい、42キロでした」と語っていた。
- シドニーオリンピック閉会式で日本選手団の旗手を務めた。
- スイスのローザンヌにあるオリンピック博物館にIOCからの要請で寄贈したシドニーオリンピックで使われたシューズのレプリカが展示されている（オリンピック博物館に展示は日本人初）。
- シドニー五輪後、金メダル効果で、日本のランナーの人口が約200万人増えたといわれている。
- 愛称の「Qちゃん」は、リクルート陸上部の新入部員歓迎会においてアルミホイルを使ったボディコン風の衣装を着て[要出典]『オバケのQ太郎』の歌を歌い盛り上がったことに由来するものである[27]。また、このパーティーの際に、オバケのQ太郎の仮装をしていたという話もある。
- ベルリンマラソンなどで海外でも有名になった頃に海外メディアに『スシ・ターボ』なる奇妙な愛称を付けられたこともあった。
- 大学時代、グラウンドでの練習後、ほとんど毎日のように大学のジムで夜8時の終了時間までトレーニングしていたことから『ハチコさん』なる愛称を付けられたこともあった。
- hitomiの「LOVE 2000」は、シドニー五輪女子マラソン出場時に高橋が聴いていたことで注目を浴びる[28][29]。その他、現役時代はB'zの「ultra soul」などを練習時聴いていた[30][31]。
- 2003年にタイトーPlayStation 2 マラソン育成シミュレーションゲーム小出義雄監修 「高橋尚子のマラソンしようよ!」が発売される。
- 母のはとこにノーベル化学賞を受賞した白川英樹がいる。
- 元モーニング娘。の吉澤ひとみとは遠い親戚[32]。
- 2006年11月1日母校、大阪学院大学の特任教授に就任した。
- 2015年10月1日発売の青年海外協力隊50周年イメージソング「ひとりひとつ」に参加した[33]。
- 趣味の一つにパチンコがあり、本人曰く「月に何回か」楽しんでいるという。2016年には女性週刊誌にて「パチンコ依存症では?」と取り上げられたこともある[34]。

## 出演

### テレビ
- NHKスペシャル 高橋尚子　私の42.195キロ（NHK総合、2000年）
- NHK紅白歌合戦（NHK総合・ラジオ第1、2000年・2008年どちらも審査員として出演）
- トップランナー（NHK総合、2002年）
- 高橋尚子のラララRUN♪（BS-TBS、2009年）
- ベルリン世界陸上（TBS、スペシャルキャスター）
- 2010年バンクーバーオリンピック（TBS、五輪キャスター）
- 総力報道!THE NEWS（TBS、スペシャルスポーツキャスター）
- 高橋尚子のスマイルアフリカプロジェクト〜靴から始まる命のリレー〜（BS-TBS、2009年）
- S☆1（TBS、2010年度　コメンテーター「S☆1会員No9」。陸上競技を含めた一般スポーツを担当）
- スポーツクライシス 〜香取慎吾×真実のアスリートたち〜（関西テレビ、2010年）
- 高橋尚子のスマイルアフリカプロジェクト〜一足のシューズが命を守る〜（BSフジ、2010年）
- 2012年ロンドンオリンピック（TBS、アスリートキャスター、2012年）
- 2014年ソチオリンピック（TBS、スペシャルキャスター、2014年）
- NEWS23（TBS、2016年3月28日、スポーツ・スペシャルキャスター、不定期出演、毎月1 - 2回出演。）
- 2016年リオデジャネイロオリンピック（TBS、スペシャルキャスター、2016年）[35]
- 2018年平昌オリンピック（TBS、スペシャルキャスター、2018年）
- 2020年東京オリンピック（TBS、スペシャルキャスター、2021年）
  - 東京五輪プレミアム（TBS、2021年）
- 2022年北京オリンピック（TBS、スペシャルキャスター、2022年）

### ラジオ
- 高橋尚子 サインはQ（ニッポン放送・NRN系ネット、2009年4月 - 2013年9月）
- MY OLYMPIC（TOKYO FM・JFN38局ネット、2018年8月 - 隔月出演）
- MY OLYMPIC α（TOKYO FM・JFN38局ネット、2018年8月 - 隔月出演）

### Web
- ライズTOKYO株式会社（プロジェクトパートナー）
- ポラール・エレクトロ・ジャパン株式会社（英語版）（ポラール・アンバサダー）
- ユナイテッド・グアムマラソン2019（大会アンバサダー）
- 独立行政法人国際協力機構（JICAオフィシャルサポーター）
- 公益財団法人日本陸上競技連盟（理事）
- 公益財団法人日本オリンピック委員会(理事）
- 公益財団法人東京オリンピック・パラリンピック競技大会組織委員会アスリート委員会（委員長）
- 高橋尚子のスマイル プロジェクト

### CM
- アシックス
- 明治乳業（現・明治）　
  - ヴァーム、スーパーヴァーム（高木ブーと共演）
  - 明治プロビオヨーグルトR-1（2018年7月、共演：吉田沙保里、大森南朋、高木美帆）
- 中日新聞社
- ロッテ　キシリトールガム、グリーンガム、ガーナチョコレート
- 積水化学工業　セキスイハイム
- 大和証券グループ
- オークリー
- スカイネットアジア航空
- ファイテン
- 養命酒製造　ハーブの恵み
- ヤマダデンキ（2011年12月までは高嶋政伸、2012年1月からはえなりかずきとそれぞれ共演）
- ライズTOKYO スリープオアシス エントリー（2018年6月）
- 東京都（2019年）
  - 受動喫煙防止条例・KENKO FIRST TOKYO（3月）
  - 人権週間（12月）
- プロクター・アンド・ギャンブル・ジャパン パンテーン エフォートレス コンプリートナイト リペアー シャンプー（2021年9月）
- 森永乳業 ビヒダス ヨーグルト 便通改善 ドリンクタイプ（2022年5月 - ）
- ニッピ ニッピコラーゲン100

### ゲーム
- 高橋尚子のマラソンしようよ!（PlayStation 2用ソフト、タイトー、2003年11月13日発売）　全面協力

## 著書
- 『風になった日』　（幻冬舎、2001/1、ISBN 978-4344000483）
- 『夢はかなう』（幻冬舎、2004/7、『風になった日』の文庫本版、ISBN 978-4344405387）
- 『教えてQちゃん! メタボだってマラソン完走!』　（穐田文雄(共著)、阪急コミュニケーションズ、2010/1、ISBN 978-4484102047）
- 『高橋尚子のランニングパーフェクトマスター　Qちゃんと一緒にハッピーランニング!(スポーツ・ステップアップDVDシリーズ)』　（新星出版社、2010/2、本人実演解説付、ISBN 978-4405086531）
- 『シューズとアフリカと500日』　（スマイルアフリカプロジェクト(共著)、木楽舎、2010/10、ISBN 978-4863240315）
- 『笑顔で生きる魔法の言葉』　（角川書店、2012/4、ISBN 978-4048850681）

## 関連書籍
- 『君ならできる』　（小出義雄(著)、幻冬舎、2000/9、ISBN 978-4344000223）
- 『高橋尚子 金メダルへの絆』　（小出義雄(著)、日本文芸社、2000/10、ISBN 978-4537250152）
- 『激走!高橋尚子　シドニーを駆け抜けた青春』　（増田明美(編集)、早稲田出版、2000/10、ISBN 978-4898272121）
- 『食べて、走って、金メダル!　快挙を生んだゴールド・メニュー』　（金子ひろみ(著)、マガジンハウス、2000/12、シドニー五輪・専属栄養士が明かす、Qちゃんのヘルシー&スタミナ食、ISBN 978-4838712687）
- 『駆け引き　高橋尚子とリディア・シモン』　（黒井克行(著)、新潮社、2001/9、ISBN 978-4104489015）
- 『風娘(かぜっこ)　高橋尚子　世界記録への挑戦(ヤングサンデーコミックス)』（武村勇治(著)、石井信(取材・原案協力)、小学館、2001/9、2001年ベルリンマラソンでの世界最高記録への挑戦を同時進行で週刊ヤングサンデーに連載していたもの、ISBN  978-4091526410）
- 『Qちゃん金メダルをありがとう』　（小出義雄(著)、扶桑社、2001/10、ISBN 978-4594032944）
- 『高橋尚子　走る、かがやく、風になる(シリーズ・素顔の勇者たち)』　（早野美智代(著)、旺文社、2002/3、ISBN 978-4010725009）
- 『Dream Chaser 高橋尚子の挑戦』　（Sarah Brock(著)、奈良勝行(編著)、三友社、2002/9、英語の副読本、アメリカ人教師の手による英文、ISBN 978-4883222575）
- 『努力の天才　高橋尚子の基礎トレーニング』　（山内武(著)、出版芸術社、2002/10、ISBN 978-4882932253）
- 『高橋尚子のマラソンしようよ!パーフェクトガイド (The PlayStation2 BOOKS)』（キュービスト(編集)、エンタテインメント書籍編集部(編集)、ソフトバンククリエイティブ、2003/12、ISBN 978-4797325669）
- 『君ならできる　(幻冬舎文庫)』（小出義雄(著)、幻冬舎、2004/7、2000/9の版を文庫本化、ISBN 978-4344405370）
- 『高橋尚子 失われた夏』　（黒井克行(著)、新潮社、2004/11、ISBN 978-4104489039）
- 『スポーツのニューヒロイン〈4〉高橋尚子物語』　（本郷陽二(編集)、汐文社、2006/3、ISBN 978-4811380278）
- 『高橋尚子　夢はきっとかなう』　（黒井克行(著)、学習研究社、2006/6、ISBN 978-4052025501）
- 『高橋尚子 勝利への疾走　(講談社プラスアルファ文庫)』（黒井克行(著)、講談社、2006/9、ISBN 978-4062810388）
- 『高橋尚子　夢に乗って走る　(講談社火の鳥人物文庫)』（増島みどり(著)、講談社、2008/4、ISBN 978-4062712095）
- 『高橋尚子　ジョギングコースガイド』　（S☆1製作スタッフ、幻冬舎、2011/7、ISBN 978-4344020207）

## 受賞

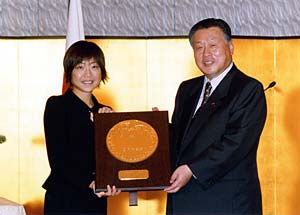
国民栄誉賞を受賞。

- 国民栄誉賞
- 銀杯一組（菊紋）[36]
- 2000年度JOCスポーツ賞最優秀賞
- 第29回ベストドレッサー賞特別賞

その他、各種受賞多数